# Fatmata Fofanah
Fatmata Fofanah (* 10. Juni 1985 in Freetown, Sierra Leone) ist eine ehemalige bahrainisch-guineische Hürdenläuferin, die sich auf die 100-Meter-Distanz spezialisiert hat. Ihren größten Erfolg feierte sie mit dem Gewinn der Goldmedaille über 100 m Hürden bei den Afrikameisterschaften 2008 in Addis Abeba und startete anschließend für ein Jahr für den Golfstaat Bahrain.

## Sportliche Laufbahn
Erste internationale Erfahrungen sammelte Fatmata Fofanah, die in den Vereinigten Staaten studierte, im Jahr 2007, als sie bei den Afrikaspielen in Algier in 13,51 s die Bronzemedaille über 100 m Hürden hinter den Nigerianerinnen Olutoyin Augustus und Jessica Ohanaja gewann. Im Jahr darauf siegte sie in 13,10 s bei den Afrikameisterschaften in Addis Abeba und nahm anschließend an den Olympischen Sommerspielen in Peking teil und kam dort in der ersten Runde nicht ins Ziel. Zudem war sie Flaggenträgerin ihrer Nation bei der Eröffnungsveranstaltung der Spiele. 2009 startete sie für Bahrain und siegte in 13,51 s bei den Arabischen Meisterschaften in Damaskus und gewann dort in 48,77 s die Bronzemedaille mit der bahrainischen 4-mal-100-Meter-Staffel hinter den Teams aus Irak und Marokko. Daraufhin gelangte sie bei den Asienmeisterschaften in Guangzhou mit 13,63 s auf Rang sechs über 100 m Hürden. Im Februar 2010 bestritt sie ihren letzten offiziellen Wettkampf und beendete daraufhin ihre aktive sportliche Karriere im Alter von 24 Jahren.

## Persönliche Bestleistungen
- 100 m Hürden: 12,96 s (+1,8 m/s), 8. Juni 2007 in Sacramento (guineischer Rekord)
  - 60 m Hürden (Halle): 8,04 s, 11. Januar 2008 in Lexington (guineischer Rekord)